# Elecciones legislativas de Guinea Ecuatorial de 1973
El 16 de diciembre de 1973 tuvieron lugar elecciones legislativas en Guinea Ecuatorial, donde se aprobó la lista de diputados propuesta por el Partido Único Nacional de los Trabajadores (PUNT), partido único de la dictadura de Francisco Macías Nguema.

## Antecedentes
En 1972, Francisco Macías Nguema se había autoproclamado Presidente vitalicio de Guinea Ecuatorial, con el Partido Único Nacional de los Trabajadores (PUNT) como partido único.
La Constitución de Guinea Ecuatorial de 1973, aprobada en referéndum ese mismo año, establecía de acuerdo al Artículo 56 que: "La Asamblea Nacional Popular estará integrada por sesenta diputados propuestos por el Partido" y de acuerdo al Artículo 60 que "El Partido tiene potestad para revocar el mandato de sus diputados, en cualquier momento, por desviarse de la línea política de aquél u otra causa grave". Con estos artículos y otros semejantes, el Partido Único Nacional de los Trabajadores pasaba a tener todo el poder.
Poco antes de los comicios legislativos tuvieron lugar elecciones presidenciales en las cuales Macías había sido reelegido en calidad de candidato único.

## Desarrollo
Cada uno de los Comités Distritales del PUNT propuso a dos personas en cada distrito para ocupar el cargo de diputado en la Asamblea. Todas las personas propuestas constituían en su conjunto una lista, la cual era enviada al presidente Francisco Macías Nguema, quién la corregía y entregaba la lista definitiva con los candidatos aprobados para ser sometida a votación entre la población en calidad de lista única. El sistema electoral consistía en marcar las opciones Si o No en la papeleta para aprobar o rechazar la lista. Si una persona deseaba votar la opción No, debía marcar la opción con una tinta llamativa fácilmente identificable.
Al igual que las elecciones presidenciales celebradas el mismo año, la jornada electoral transcurrió en un ambiente de total represión. En los locales de votación se encontraban milicianos, soldados y representantes del partido único que amenazaban a los votantes para que estos votaran la opción Si. En algunos distritos, como Evinayong, Mbini y Ebebiyín, las votaciones ni siquiera se realizaron, sino que se recurrió al embarazo de urnas y las autoridades locales introdujeron en estas una cantidad de votos afirmativos igual a la población total de aquellos distritos. En el distrito de Mikomeseng, la población exigió su derecho a voto y aparecieron aproximadamente 400 votos negativos. En el pueblo de Baney se registró la más alta cantidad de votos a favor de la opción No, por lo que posteriormente la localidad fue sometida a una cruenta represión. Aun así, la lista fue oficialmente aprobada.
Al término del proceso electoral, se constituyó en enero de 1974 la Asamblea Nacional Popular y sus sesenta diputados juraron sus cargos. Macías designó personalmente al Presidente de la Asamblea. Durante los siguientes años, muchos diputados cayeron en desgracia y fueron encarcelados.
En enero de 1974 también se llevaron a cabo elecciones municipales, con un procedimiento de fraude e intimidación exactamente igual.